# MegaStructures
MegaStructures (Mega Estruturas) é um programa da National Geographic Channel destinado a passar aos telespectadores a parte interna das grandes obras da atualidade, projetos ousados e arquiteturas de grande porte. As grandes estruturas são o foco do documentário.